# Walter Hoyer (Bauingenieur)
Walter Hoyer (* 15. März 1912 in Dresden; † 19. Januar 2000 in Bad Herrenalb) war deutscher Bauingenieur und Hochschullehrer mit dem Schwerpunkt Stahlbau.
Nach dem Bauingenieurstudium an der Technischen Hochschule Dresden nahm Hoyer 1937 eine Tätigkeit im Stahlbau Jucho in Dortmund auf. Nach 1945 kehrte er in seine Heimat zurück und leitete als Technischer Direktor im Sächsischen Brücken- und Stahlhochbau Dresden den Wiederaufbau von Brücken und Industriebetrieben.
1956 wurde Walter Hoyer als Professor für die Lehrgebiete Stahlbau und Festigkeitslehre an die Hochschule für Bauwesen in Cottbus berufen. 1962 wechselte er an die Technische Hochschule Dresden und übernahm zunächst die Gebiete Statik und Stahlbau in der Fördertechnik sowie Baudynamik, ab 1971 dann den gesamten Stahlbau. Von 1968 bis 1971 war Walter Hoyer der erste Direktor der neugegründeten Sektion Bauingenieurwesen. Hoyer fungierte auch als Herausgeber des Handbuchs für den Stahlbau, das in mehreren Auflagen in den 1960er- und 1970er-Jahren erschien.